# Prováti
Prováti (en grec moderne : Προβάτι) est une île de la Grèce située à l'extrême nord-est du golfe de Patras. Elle appartient à l'archipel des îles Échinades et fait partie du dème (municipalité) de Céphalonie au sein du district régional de Céphalonie, dans la périphérie des Îles Ioniennes.

## Géographie
L'île s'étend sur 1,21 km2 et son point culminant atteint 75 m. Elle est inhabitée.

## Histoire
En 2011, à la suite des changements administratifs relatifs au programme Kallikratis, l'île passe de l'ancienne municipalité de Pylaros à celle de Céphalonie.